# 石井河
石井河位于中国广州市，是白云区内的一条河涌。
石井河北起石马涌，流经新市街道均和、石井街道夏茅，汇入鹤边涌经石井、潭村至鹅掌坦，汇合新市涌后称增埗河流入珠江西航道。干流长19.35公里，流域内主要支涌有24条，集水面积38平方公里。上游宽1至2米，中游宽30至50米，下游宽80至100米。由于石井河位于白云区北部人口密集的区域内，该河涌成为排污河道，河流污染严重，近年开始对石井河流域进行截污、清淤工程。